# Técnica Alexander
La Técnica Alexander, que debe su nombre a su creador Frederick Matthias Alexander (1869-1955), es un tipo de terapia alternativa basada en la idea de que una mala postura da lugar a una serie de problemas de salud. El Centro Nacional de Salud Complementaria e Integral la clasifica como un enfoque complementario "psicológico y físico" de la salud cuando se utiliza "junto con" los métodos convencionales. Cuando se utiliza "en lugar de" la medicina convencional, se considera "alternativa".
Alexander comenzó a desarrollar los principios de su técnica en la década de 1890 en un intento de solucionar su propia pérdida de voz al hablar en público.  Atribuyó a su método el haberle permitido dedicarse a su pasión por recitar obras de Shakespeare.
Los defensores y profesores de la Técnica Alexander creen que esta técnica puede tratar diversos problemas de salud, pero faltan investigaciones que respalden sus afirmaciones. A partir de 2021, el Servicio Nacional de Salud del Reino Unido cita pruebas que sugieren que la Técnica Alexander puede ser útil para el dolor de espalda a largo plazo y para el dolor de cuello a largo plazo, y que podría ayudar a las personas a sobrellevar la enfermedad de Parkinson. Tanto la compañía de seguros médicos estadounidense Aetna como el Ministerio de Sanidad y Asistencia a la Tercera Edad de Australia han llevado a cabo revisiones y han llegado a la conclusión de que no hay pruebas suficientes de que las afirmaciones sobre la salud de la técnica justifiquen la cobertura del seguro.

## Método
La Técnica Alexander se suele enseñar en una serie de clases particulares que pueden durar entre 30 minutos y una hora. El número de clases varía mucho en función de las necesidades y el nivel de interés del alumno. Los alumnos suelen ser artistas, como actores, bailarines, músicos, deportistas y oradores, personas que trabajan con ordenadores o que sufren dolores frecuentes por otros motivos. Los instructores observan a sus alumnos y les proporcionan orientación verbal y manual suave para ayudarles a aprender a moverse con mejor aplomo y menor tensión. Las sesiones incluyen trabajo en silla -a menudo frente a un espejo-, durante el cual el instructor guiará al alumno mientras éste se pone de pie, se sienta y camina, aprendiendo a moverse con eficacia mientras mantiene una relación cómoda entre la cabeza, el cuello y la columna vertebral, y trabajo en mesa o manipulación física.
En el Reino Unido no está regulado quién puede ofrecer servicios de Técnica Alexander. Sin embargo, existen organizaciones profesionales que suelen ofrecer cursos de tres años para convertirse en instructor.

## Historia
La Técnica Alexander se basa en las observaciones personales de Frederick Matthias Alexander (1869-1955). La carrera de Alexander como actor se vio obstaculizada por ataques recurrentes de laringitis, pero descubrió que podía superarlos concentrándose en sus molestias y tensiones, y relajándose. Alexander también pensaba que la postura podía mejorar si uno era más consciente de sus propios movimientos corporales.
Durante una gira de recitales por Nueva Zelanda (1895), Alexander llegó a creer en la mayor importancia de la mejora del porte para el funcionamiento físico general, aunque las pruebas de sus propias publicaciones parecen indicar que ocurrió de forma menos sistemática y durante un largo periodo de tiempo.
Alexander no concibió originalmente su técnica como terapia, pero se ha convertido en una forma de medicina alternativa.
Al considerar cómo clasificar la Técnica Alexander en relación con la medicina convencional, algunas fuentes la describen como alternativa y/o complementaria, dependiendo de si se utiliza sola o con métodos convencionales. El Centro Nacional de Salud Complementaria e Integral de Estados Unidos la clasifica como un enfoque complementario "psicológico y físico" de la salud cuando se utiliza con métodos convencionales. Cuando se utiliza "en lugar de" la medicina convencional, se considera "alternativa".

### Influencia
El filósofo y pedagogo estadounidense John Dewey quedó impresionado con la Técnica Alexander después de que sus dolores de cabeza, cervicales, visión borrosa y síntomas de estrés mejoraran en gran medida durante el tiempo en que siguió los consejos de Alexander para cambiar de postura. En 1923, Dewey escribió la introducción a la obra de Alexander Control constructivo consciente del individuo.
Fritz Perls, creador de la terapia Gestalt, se inspiró en Alexander para su trabajo psicológico.

## Usos
La Técnica Alexander se utiliza como terapia para enfermedades crónicas relacionadas con el estrés. No pretende curar la causa subyacente, sino enseñar a las personas a evitar los malos hábitos que podrían agravar su dolencia.
La Técnica se utiliza como tratamiento alternativo para mejorar la voz y la postura en las artes escénicas. En 1995 figuraba en el plan de estudios de destacadas instituciones occidentales de artes escénicas.
Según el instructor de la Técnica Alexander Michael J. Gelb, la gente tiende a estudiar la Técnica Alexander por motivos de desarrollo personal.

## Efectos en la salud
El Servicio Nacional de Salud del Reino Unido afirma que los defensores de la Técnica Alexander hicieron afirmaciones sobre ella que no estaban respaldadas por pruebas, pero que había pruebas que sugerían que podría ayudar con el dolor crónico de espalda o cuello, y la enfermedad de Parkinson. Había pruebas limitadas para el dolor crónico, la tartamudez y la capacidad de equilibrio en personas mayores. No había pruebas sólidas de que fuera beneficioso para otras afecciones como el asma, los dolores de cabeza, la artrosis, la dificultad para dormir y el estrés".
Una revisión publicada en BMC Complementary and Alternative Medicine en 2014 centrada en "las pruebas de la eficacia de las sesiones de TA en el rendimiento, la ansiedad, la función respiratoria y la postura de los músicos" concluyó que "las pruebas de ECA y TC sugieren que las sesiones de TA pueden mejorar la ansiedad en el rendimiento de los músicos. Los efectos sobre el rendimiento musical, la función respiratoria y la postura aún no son concluyentes".Una revisión sistemática Cochrane de 2012 halló que no hay pruebas sólidas de que la Técnica Alexander sea eficaz para tratar el asma, y se necesitan ensayos clínicos aleatorizados para evaluar la eficacia de este tipo de enfoque terapéutico.
Una revisión de Aetna actualizada por última vez en 2021 afirmaba: "Aetna considera las siguientes intervenciones de medicina alternativa experimentales y de investigación porque no hay pruebas adecuadas en la literatura médica publicada revisada por pares sobre su eficacia." La Técnica Alexander está incluida en esa lista.
Una revisión de 2015, realizada para el Departamento de Salud de Australia con el fin de determinar qué servicios debería pagar el gobierno australiano, examinó los ensayos clínicos publicados hasta la fecha y descubrió que "en general, las pruebas eran limitadas por el pequeño número de participantes en los brazos de intervención, los amplios intervalos de confianza o la falta de replicación de los resultados." Concluyó que "la Técnica Alexander puede mejorar el dolor y la discapacidad a corto plazo en personas con lumbalgia, pero los efectos a más largo plazo siguen siendo inciertos. Para todas las demás afecciones clínicas, la eficacia de la Técnica Alexander se consideró incierta, debido a la insuficiencia de pruebas". También señaló que "faltaban pruebas de la seguridad de la Técnica Alexander, ya que la mayoría de los ensayos no informaban sobre este resultado." Posteriormente, en 2017, el gobierno australiano nombró la Técnica Alexander como una práctica que no calificaría para el subsidio del seguro, diciendo que este paso "garantizaría que los fondos de los contribuyentes se gasten adecuadamente y no se dirijan a terapias que carecen de evidencia".